# Leptosphaeria orae-maris
Leptosphaeria orae-maris är en svampart som beskrevs av Linder 1944. Enligt Catalogue of Life ingår Leptosphaeria orae-maris i släktet Leptosphaeria,  och familjen Leptosphaeriaceae, men enligt Dyntaxa är tillhörigheten istället släktet Leptosphaeria,  och familjen Phaeosphaeriaceae. Arten är reproducerande i Sverige. Inga underarter finns listade i Catalogue of Life.